# Ел Чилариљо, Ла Лома (Сан Хуан де лос Лагос)
Ел Чилариљо, Ла Лома (шп. El Chilarillo, La Loma) насеље је у Мексику у савезној држави Халиско у општини Сан Хуан де лос Лагос. Насеље се налази на надморској висини од 1784 м.

## Становништво
Према подацима из 2010. године у насељу је живело 10 становника.

### Хронологија
| Година       | 2000 | 2005       | 2010 |
| ------------ | ---- | ---------- | ---- |
| Становништво | 8    | 11 (5 / 6) | 10   |

### Попис
| # | Индикатор                     | Вредност |
| - | ----------------------------- | -------- |
| 1 | Укупно домаћинстава           | 4        |
| 2 | Укупно насељених домаћинстава | 2        |
| 3 | Величина локације             | 1        |